# Lew Rockwell
Llewellyn Harrison Rockwell Jr. (n. 1 iulie 1944, Boston, Massachusetts, SUA) este un autor, editor și consultant politic american. Libertarian⁠(d) și autoproclamat anarho-capitalist, este fondatorul și președintele Institutului Ludwig von Mises, o organizație nonprofit dedicată promovării ideilor Școlii austriece de economie.
După absolvire, Rockwell a lucrat pentru editura conservatoare Arlington House Publishers⁠(d). Aici a intrat în contact cu lucrările și teoriile politice ale mentorului său Murray Rothbard. După ce i-a citit cărțile, acesta a devenit un susținător înfocat al economiei austriece și a ceea ce el numește „anarhism  libertarian”. Odată convertit ideologic, Rockwell a devenit șeful personalului congresmenului Ron Paul din 1978 până în 1982 și a colaborat cu Rothbard în 1982 pentru a fonda Institutul Mises din Alabama, organizație în care ocupă în prezent funcția de președinte.
Site-ul său - LewRockwell.com - a fost lansat în 1999. Acesta conține articole despre filozofie politică, economie și politică contemporană. Motto-ul site-ului este „anti-război, anti-stat, pro-piață liberă”. Deși colaboratorii sunt cu precădere libertarieni de dreapta, există și articole publicate de scriitori de stânga anti-război.

## Biografie
Rockwell s-a născut în Boston, Massachusetts în 1944. După facultate, Rockwell a lucrat la editura Arlington House Publishers și a intrat în contact cu lucrările lui Ludwig von Mises.
La mijlocul anilor 1970, Rockwell a lucrat la Hillsdale College⁠(d) în strângere de fonduri și relații publice. L-a întâlnit pe Murray Rothbard în 1975, iar acesta l-a convins să abandoneze minarhismul și să respingă statul complet.
Rockwell a fost șeful de personal al congresmenului Ron Paul din 1978 până în 1982 și a fost consultant său pe parcursul campaniei prezidențiale din 1988 organizată de Partidului Libertarian. A fost vicepreședinte al comitetului de explorare⁠(d) pentru candidatura lui Paul, când încerca să obțină nominalizarea Partidului Republican pentru alegerile prezidențiale în 1992.
În 1982, Rockwell a fondat Institutul Ludwig von Mises din Auburn, Alabama⁠(d), și este președintele consiliului de administrație.
În 1985, Rockwell a fost numit editor colaborator la Conservative Digest. În anii 1990, Rothbard, Rockwell și alți autori și-au descris convingerile ca fiind paleolibertariene⁠(d) cu scopul de a scoate în evidență angajamentul lor față de conservatorismul cultural⁠(d), chiar dacă au continuat să aibă o poziție antietatistă.
Într-un interviu din 2007, Rockwell a dezvăluit că nu se mai considera un „paleolibertarian” și că este „mulțumit cu termenul libertarian”. Acesta a explicat că „termenul paleolibertarian a creat confuzii din cauza asocierii sale cu paleoconservatorismul, astfel ajungând să denote un fel de libertarianism conservator. . .".

## Opere

### Autor
- Speaking of Liberty (2003; PDF) ISBN 0-945466-38-2
- The Left, The Right, and The State (2008; PDF) ISBN 978-1-933550-20-6
- Against the State: An Anarcho-Capitalist Manifesto (2014) ISBN 0990463109
- Fascism vs. Capitalism (2013) ISBN 1494399806
- Against The Left: A Rothbardian Libertarianism (2019) ISBN 978-0-9904631-5-3

### Editor
- Man, Economy, and Liberty: Essays in Honor of Murray N. Rothbard (cu Walter Block) (1986; PDF) ISBN 99911-786-2-7
- The Free Market Reader (1988; PDF)ISBN 0-945466-02-1
- The Economics of Liberty (1990; PDF) ISBN 0-945466-08-0
- The Gold Standard: Perspectives in the Austrian School (1992; PDF), ISBN 0-945466-11-0
- Murray N. Rothbard: In Memoriam (1995; PDF) ISBN 0-945466-19-6
- The Irrepressible Rothbard (2000; PDF ) ISBN 1-883959-02-0